# Marina Santa Helena
Marina Maués de Santa Helena Corrêa ou simplesmente Marina Santa Helena (Belém, 15 de janeiro de 1984) é uma apresentadora de televisão, podcaster, influenciadora, consultora de moda e professora brasileira.
Atualmente, Marina apresenta os podcasts Um Milkshake Chamado Wanda e Estilo Possível.

## Carreira
É formada em Arquitetura pela Universidade Federal do Pará, e mudou-se para São Paulo para fazer pós-graduação na área. Também é Mestre em Têxtil e Moda pela USP. Trabalhou com publicidade e mídias sociais e em 2010 entrou para a televisão.
Iniciou sua carreira na MTV Brasil, onde foi apresentadora do programa Fiz Na MTV, apresentadora do Notícias de Verão e repórter do Scrap MTV.
Já teve um blog de moda, o qual tinha o nome de Chiqueiro Chique, e é criadora do supremas.com.br, site de comportamento, estilo, tendências, música e variedades.
Trabalha na Mix TV desde 2011, onde já apresentou os programas Plantão Mix, Dose Tripla e Dicas de Verão. Em 2013, ela apresentou o Mix Diário ao lado de Caco de Castro. O último programa que apresentou foi o Top Mix, programa diário com os 10 clipes mais votados, onde ela interagia com os telespectadores através do Skype.
Atualmente, é apresentadora do podcast Um Milkshake Chamado Wanda, junto com Samir Duarte do dontskip.com e da Discovery Networks e Phelipe Cruz, do site papelpop.com.
Marina administra um blog pessoal. Também é professora de sustentabilidade na indústria têxtil da pós-graduação em Negócios de Moda do Senac.

## Vida Pessoal
Marina é casada com o rapper Emicida, com quem tem uma filha chamada Teresa, nascida em 2018.